# Edmund Platt

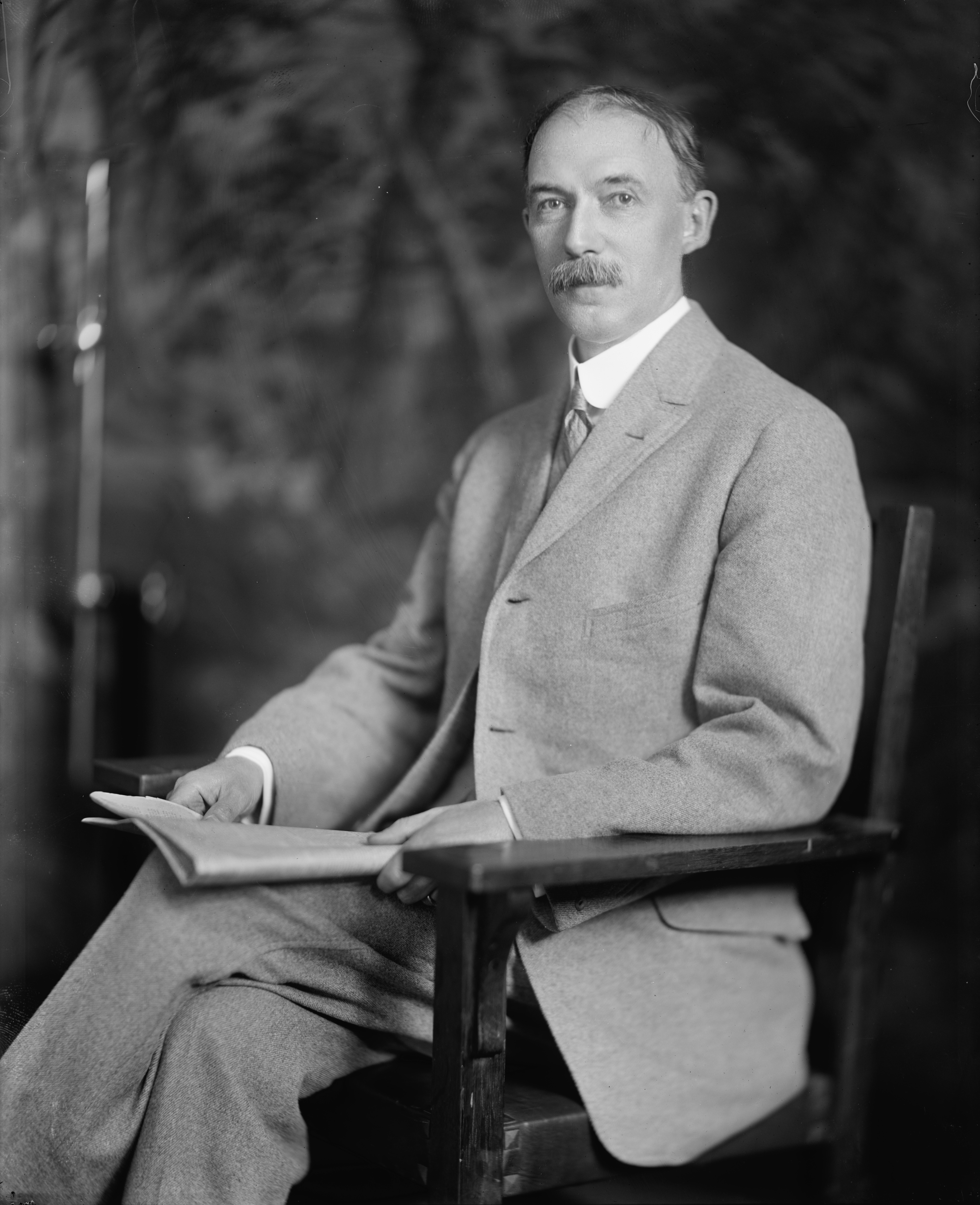
Edmund Platt

Edmund Platt (* 2. Februar 1865 in Poughkeepsie, New York; † 7. August 1939 in Chazy, Clinton County, New York) war ein US-amerikanischer Journalist und Politiker der Republikanischen Partei, der den Bundesstaat New York im Repräsentantenhaus der Vereinigten Staaten vertrat.

## Leben
Nach dem Besuch einer Privatschule, der Riverview Academy sowie des Eastman Business College in Poughkeepsie lernte er den Beruf des Druckers. Später studierte er an der Harvard University, war anschließend als Lehrer tätig und studierte daneben Rechtswissenschaften. Nach seinem Umzug nach Wisconsin war er zwischen 1890 und 1891 Redakteur der Tageszeitung Superior Evening Telegram, kehrte aber anschließend in seine Geburtsstadt zurück und war dort Redakteur und Herausgeber der Zeitung Poughkeepsie Eagle. Darüber hinaus war er Vorstandsmitglied der Wasserbehörde von Poughkeepsie.
Platt wurde als Republikaner in das US-Repräsentantenhaus gewählt und vertrat in diesem nach drei Wiederwahlen vom 4. März 1913 bis zu seinem Rücktritt am 7. Juni 1920 den 26. Kongresswahlbezirk des Bundesstaates New York. Zuletzt war er von März 1919 bis Juni 1920 Vorsitzender des Banken- und Währungsausschusses des 66. US-Kongresses.
Nach seinem Ausscheiden aus dem Kongress wurde er von US-Präsident Woodrow Wilson zum Mitglied des Federal Reserve Board berufen und war zwischen August 1920 und seinem Rücktritt 1930 Vize-Gouverneur dieses Gremiums. Zum Ende seiner Amtszeit wurde wegen starker Eingriffe des Federal Reserve Board infolge der Weltwirtschaftskrise im Jahr 1929 Kritik am Federal Reserve System geübt.
Im Anschluss an sein Ausscheiden aus dem Federal Reserve Board engagierte sich Platt in der Privatwirtschaft sowie in Bankgeschäften.